# 2016年卡莉·費奧麗娜競選美國總統
卡莉·費奧麗娜於2015年5月4日宣佈投入2016年美國總統的競選活動，與此同時她正式公佈了她作為候選人的資格的視訊。費奧麗娜是一位前商務主管，曾在2010年被美國共和黨提名為加利福尼亞州參議員的候選人。
菲奥莉娜暂停她的竞选共和党总统候选人提名，在 2016 年 2 月 10 日。 在 2016 年 4 月 27 日，泰德克鲁兹宣布菲奥莉娜将他的竞选搭档他应该赢得提名。 她加入前印第安纳州小学一直被他丢了、 他竞选天。克鲁兹暂停他的竞选那天晚上，有效地结束菲奥莉娜的副总统竞选。 选举之后，然而，菲奥莉娜收到一个副总统选举人票失信选举人来自德克萨斯州;其他 37，如承诺，赞成迈克便士。

## 外部連結
- 官方網站（页面存档备份，存于）